# ريبال الخضري
ريبال الخضري (18 نوفمبر 1988 -)، مغنٍ ومؤلف وقائد جوقة وأوركسترا سوري يقيم بشكل رئيسي في المانيا نشأ في عائلة دمشقية عريقة 
تربى ودرس الموسيقى في دمشق على يد أهم أساتذة الموسيقى في المعهد العالي للموسيقا في دمشق في صغره ثم اضطر قسرا إلى مغادرة دمشق بعد اعتقاله بالتزامن مع الحرب الأهلية السورية  إلى مدينة عمان في الأردن وهناك أطلق جوقة عمون  التي تحولت لاحقا لجوقة منفصلة تحت اسم جوقة آمان، تلك الجوقة التي قدمت عددا كبير من الحفلات في العديد من دول العالم 
وبعد 3 أعوام تدرج خلالها ريبال بعدة نجاحات في عمان، اختار الانتقال إلى أوروبا والعيش في ألمانيا.

## حياته الفنية
بدأ ريبال تعلم الموسيقى في سن الثامنة، درس العود في صغره في معهد الموسيقى المتوسط بدمشق وبعد انتهائه باشر بدراسة الموسيقى حصل على عده جوائز عالميه وحقق نجاح كبير من خلال أغنية تتر مسلسل تخت شرقي الاغنيه التي وصفت بالمعجزة من شده جمالها ونجاحها
```

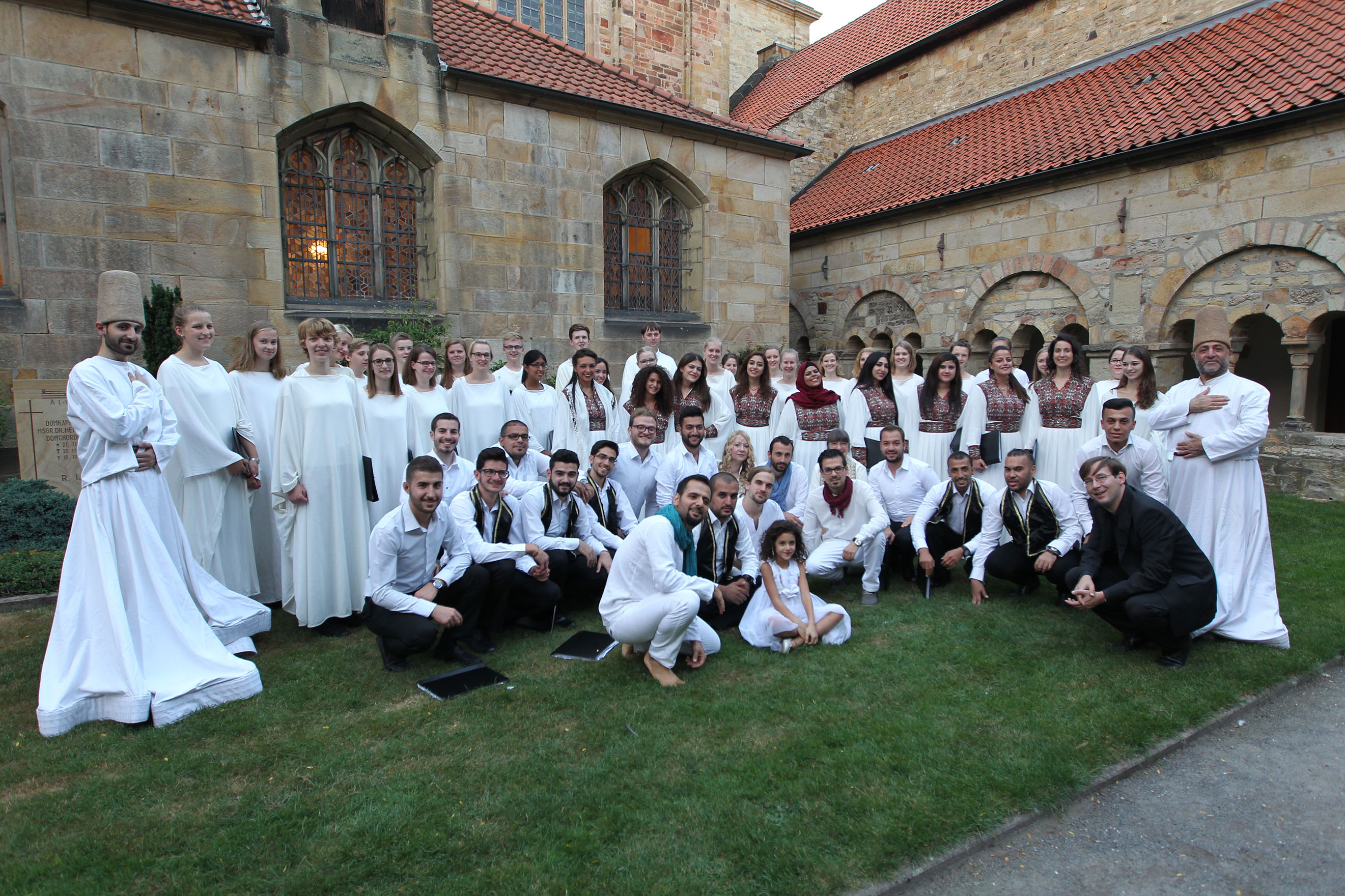

بشكل أكاديمي في المعهد العالي للموسيقى. في عام 2008 قدم ريبال أول حفلا له أمام 
الفرقة السيمفونية الوطنية السورية
 بعمل حمل عنوان حوار المحبة للموسيقى السوري العالمي 
نوري اسكندر
 الذي اشتهر بمؤلفاته للموسيقى السريانية. العمل حمل اسم حوار المحبة.
[
6
]
 بعد ذلك حصد ريبال الجائزة الثالثة في مهرجان الموسيقى العربية السابع عشر في القاهرة في الغناء الارتجالي.
[
7
]
 كما حصل لاحقا على الجائزة الأولى في مسابقة الأصوات الجميلة التي نظمها المجمع العربي للموسيقى 
[
8
]
 بالتعاون مع 
جامعة الروح القدس - الكسليك
 في 
لبنان
 عام 
2010
[
9
]
```

## الاعلام
يعد ريبال من المقلين بشدة بالظهور في الاعلام. من أهم المقابلات التي ظهر بها ريبال اعلاميا
- كلام نواعم على شاشة إم بي سي 2015 [10]
- جو تيوب (برنامج)على شاشة تلفزيون العربي الجديد 2018.[11]
- همة قوية - الموسم الأول 2018على شاشة تلفزيون سوريا.[12]

## ألبوماته
| عنوان الألبوم            | العام | المنتج           |
| ------------------------ | ----- | ---------------- |
| شوية حكي                 | 2009  | المورد الثقافي / |
| التوشيح الحديث           | 2012  | انتاج مستقل      |
| What the world needs now | 2018  | Music Allience   |

## فيديو كليبات
- قام ريبال بتصوير أغنيتين مصورتين فقط وهما

| الأغنية   | الألبوم      | العام | المخرج          |
| --------- | ------------ | ----- | --------------- |
| دع اللوم  | أغنية منفردة | 2017  | Omair Tabeekh   |
| دفتر عيلة | أغنية منفردة | 2018  | Eduardo Serrano |

## في التعليم
- بعد أن كان ريبال في الكادر التدريسي لقسم الغناء في المعهد الوطني للموسيقى في الأردن [19] انتقل لاحقا للتعليم عبر الإنترنت وأصبح من أهم الأسماء في تعليم الغناء العربي لاسيما عبر موقع I3zif.com[20]

## أغاني مسلسلات
- (2010): أغاني مسلسل، تخت شرقي.[21]

## حفلاته
بعد انتقال ريبال إلى ألمانيا، بات يسعى أكثبر للعالمية وذلك من خلال غنائه مع عدد من نجوم الموسيقى القديمة في أوروبا مثل فرقة Sarband  ومع الموسيقي العالمي الحاصل على جائزتي غرامي Jordi Savall. إضافة إلى أن ريبال غنى مع عدد كبير من أوركسترات سوريا والأردن وألمانيا.

## أغانيه الوطنية
ريبال قدم عددا من الأعمال تزامنت مع الحرب الأهلية السورية وكانت أهميتها بارتباطها بالحس الإنساني وليس السياسي. ومنها:
- «يا بيتي شو اشتقتلك» من كلمات رامي العاشق وألحان وتوزيع ريبال
- «دفتر عيلة» وهي من كلماته وألحانه وتوزيعه

## المشاريع الاجتماعية
عرف ريبال بتقديمه العديد من الأفكار لمشاريع غايتها خدمة المجتمع عبر الفن والموسيقى ومن هذه المشاريع 

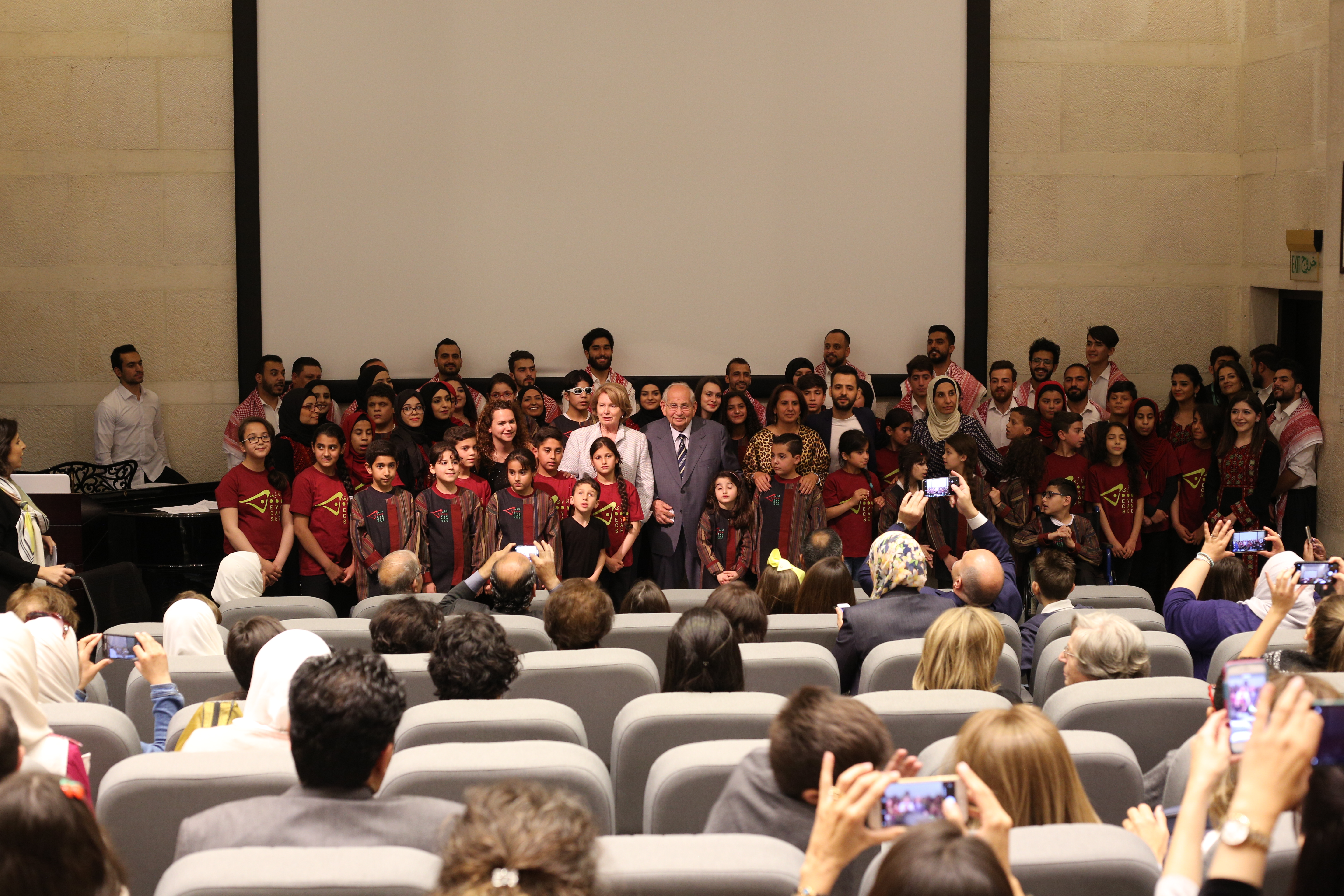

- «جوقة أنا أرى» وهي من عبارة عن جوقة أسسها ريبال لدمج المبصرين مع المكفوفين في المجتمع الأردني وإعطاء المكفوفين فرصة أكبر للاندماج في المجتمع [24]
- «مشروع أغني لأتعلم» حيث قام بتحلين عدد من الأغاني المبنية على مناهج الأطفال وتحفيظها للاجئين السوريين في الأردن لحثهم على التعلم [25]
- «مشروع القافلة» وهي من عبارة عن جولة موسيقية سنوية يختار من خلالها ريبال بمساعدة مجموعة من الخبراء عددا من الموسيقين في بلدان الشرق الأوسط ليشاركوه جولة في عدد من الدول الغربية. يقدمون خلالها مقطوعات موسيقية تساعد المجتمع الغربي على تقبل المهاجرين الجدد. القافلة الأخيرة كانت تحت عنوان «قافلة طريق الحياة».[18]

## وصلات خارجية
- الموقع الرسمي